# مزرعه همتی
مزرعه همتی یک منطقهٔ مسکونی در ایران است که در دهستان حومه (مانه و سملقان) واقع شده‌است. مزرعه همتی ۱۴ نفر جمعیت دارد.